# Stomochord

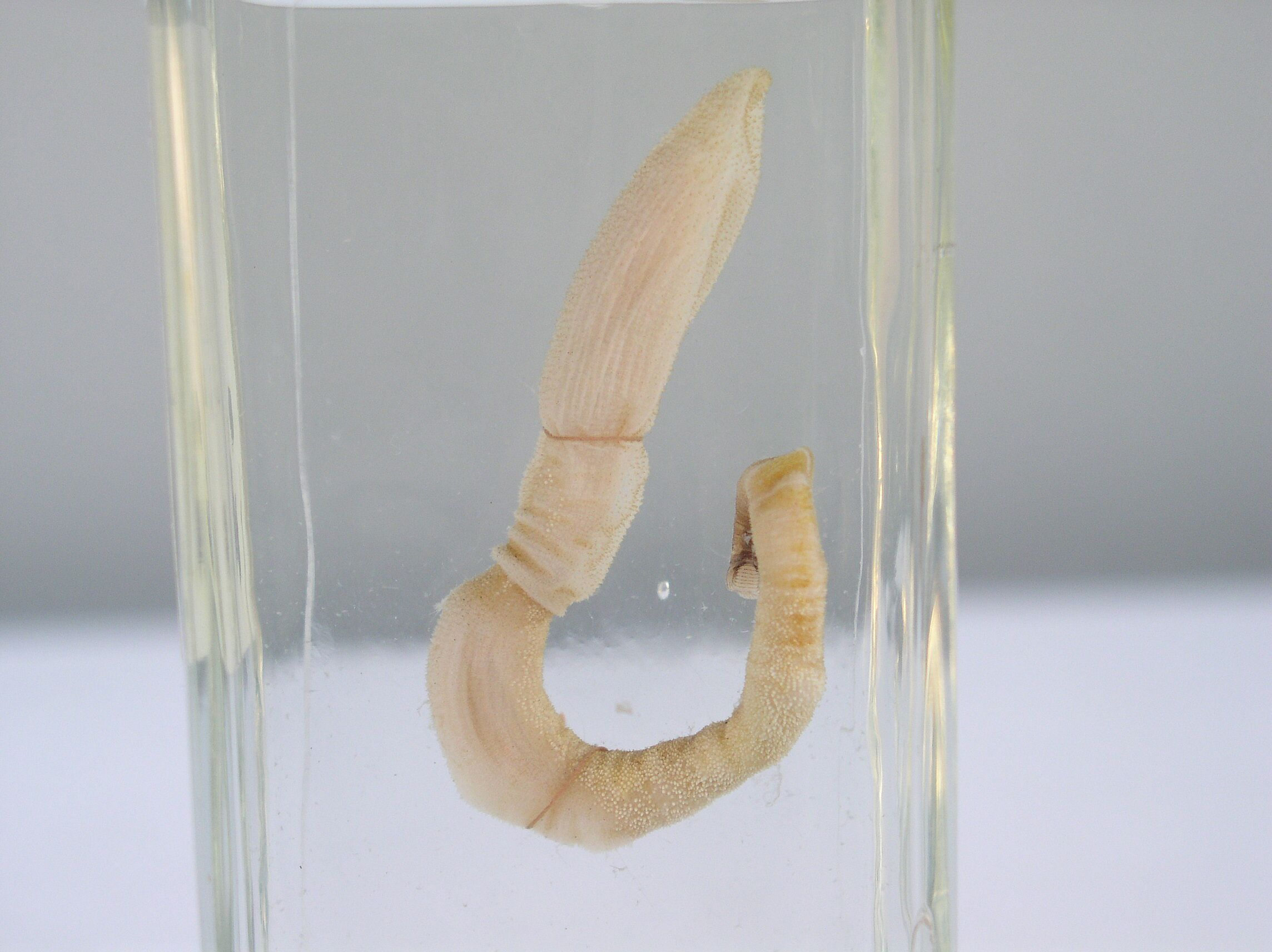
Stomochord je typický pro žaludovce (jako je ten na obrázku)

Stomochord je hydroskeletální výztuha těl mnohých polostrunatců, zejména žaludovců (Enteropneusta), ale zřejmě také křídložábrých (Pterobranchia) a jim blízkých vyhynulých graptolitů (Graptolitha). Je velmi podobný struně hřbetní (chorda dorsalis), jíž disponují strunatci, ale liší se v určitých stavebních detailech (počtem kolagenních obalů atp.) a zřejmě se tyto struktury vyvinuly nezávisle. Oba však se podobají histologicky a embryologicky (oba vznikají vychlípením z prvostřeva), na druhou stranu se liší expresí genů a i funkcí (stomochord je především opora pro pulsující osrdečník).